# In My Dreams (utwór muzyczny Wig Wam)
In My Dreams – utwór norweskiego zespołu muzycznego Wig Wam promujący drugą płytę studyjną grupy pt. Hard to Be a Rock’n Roller z 2005. Utwór został napisany przez Tronda „Teeny’ego” Holtera, gitarzystę zespołu.
W 2005 utwór został zakwalifikowany do programu Melodi Grand Prix 2005. 5 marca został zaprezentowany przez zespół Wig Wam w finale selekcji i dzięki zdobyciu 75 667 głosów telewidzów zajął pierwsze miejsce, zostając propozycją reprezentującą Norwegię w 50. Konkursie Piosenki Eurowizji organizowanym w Kijowie. Po finale selekcji utwór został wydany w formie singla, a cały nakład został wyprzedany w dwa dni. W maju utwór pomyślnie przeszedł przez półfinał Eurowizji, a w finale zajął dziewiąte miejsce ze 125 punktami na koncie, w tym z maksymalną notą (12 punktów) z Danii, Islandii i Finlandii. Utwór był jedną z pierwszych piosenek rockowych wykonanych w Konkursie Piosenki Eurowizji.
Utwór zadebiutował na czwartym miejscu norweskiej listy przebojów, tydzień później dotarł na szczyt zestawienia, utrzymując się na pierwszym miejscu przez kolejne trzy tygodnie. Następnie przez dziesięć tygodni utrzymał się w pierwszej „dziesiątce” notowania.

## Lista utworów
CD single (wydanie skandynawskie)
1. „In My Dreams” – 3:03
2. „Out of Time” – 4:03

CD single (wydanie europejskie)
1. „In My Dreams”
2. „Crazy Things”

## Notowania na listach przebojów
| Kraj     | Lista (2005)   | Najwyższe miejsce |
| -------- | -------------- | ----------------- |
| Norwegia | Singles Top 20 | 1                 |
| Szwecja  | Singles Top 60 | 26                |